# Enseñanza orientada a la acción

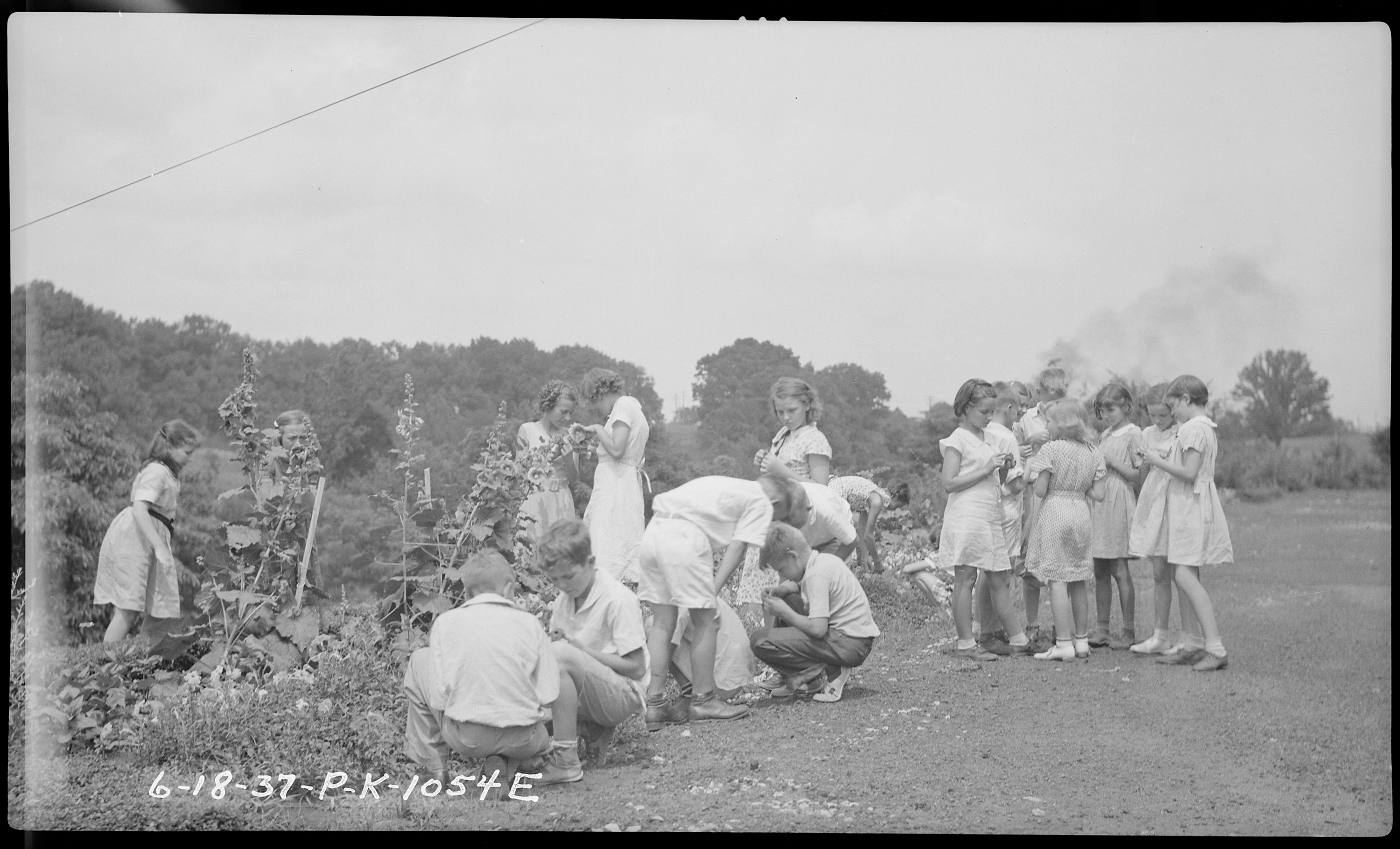
Estudiantes trabajando didácticamente en un jardín, c. 1937

La Enseñanza orientada a la acción responde a un enfoque didáctico integral que presupone específicamente la actividad del alumno. La organización del proceso de aprendizaje encuentra su orientación en los “productos de la acción” acordados entre el docente y los alumnos. El resultado de este proceso de aprendizaje debe ser un equilibrio entre “la cabeza, el corazón y la mano” (Johann Heinrich Pestalozzi, 1746-1827), vale decir el aprendizaje cognitivo, afectivo y psicomotriz. No se trata de un modelo, sino simplemente de un concepto didáctico.
La enseñanza orientada a la acción parte, por lo regular, de una situación concreta que debe ser ejercitada (primer paso), para luego deducir una regla general o explicar un principio general (procedimiento inductivo). El concepto opuesto es el Cognoscitivismo, que primero explica el principio, luego las leyes que lo rigen o el contexto, y finalmente analiza casos particulares a modo de ejercicio o ejemplo.
Este concepto es esencialmente producto de la didáctica del Constructivismo (pedagogía), que parte del supuesto de que las personas perciben la realidad con sus órganos sensoriales; todas las personas construyen la realidad a partir de lo que han ido percibiendo a lo largo de su vida. De esto se deduce que las percepciones de las personas son subjetivas e individuales, y por lo tanto distintas entre sí. De ahí que en la Enseñanza orientada a la acción se piensa que no tiene sentido imponerle una cierta representación de la realidad a otra persona, tal como se práctica en otros enfoques de la enseñanza. En su lugar, el aprendiz debe ser apoyado en la construcción de su propia representación, generándole posibilidades para la contrastación de su representación y la realidad.

## Origen del concepto y su desarrollo
La Enseñanza orientada a la acción surgió en el contexto de la pedagogía del trabajo de la Escuela Nueva pero ya había aparecido con anterioridad esbozada en la obra "Idea de la formación elemental" de Johann Heinrich Pestalozzi como la unión de cabeza, corazón y mano, y los conceptos de actividad autónoma del siglo XIX, como por ejemplo en Adolph Diesterweg o Friedrich Fröbel. En los debates en torno a la pedagogía del trabajo a comienzos de la República de Weimar, las posiciones eran bien heterogéneas: la actividad escolar del pensamiento libre, vale decir la autonomía de los alumnos para elegir las metas, los pasos y los resultados de lo estudiado (Hugo Gaudig, 1869-1923), la idea de integrar el aprendizaje escolar en los procesos de producción social (Paul Oestreich, 1878-1959) o la pedagogía orientada a los oficios (Georg Kerschensteiner, 1854-1932).
En la misma época, John Dewey (1859-1952) y William Heard Kilpatrick (1871-1965) desarrollaron el concepto de learning by doing (“aprender haciendo”), en el que resulta relevante el estudio de la realidad circundante a la escuela.
Pero también otros representantes de la Escuela Nueva se distanciaron de la escuela tradicional y destacaron el efecto pedagógico del aprendizaje por medio de la acción, como por ejemplo Célestin Freinet (1896-1966) o Maria Montessori (1870-1952).
Actualmente la Enseñanza orientada a la acción se basa en la teoría de la actividad formulada por Lev Vygotski y Alekséi Leóntiev, la teoría del desarrollo cognitivo de Jean Piaget y los principios de psicología aplicados a la didáctica de Hans Aebli.
La Enseñanza orientada a la acción antes que exhaustiva, al estilo de la educación bancaria, pretende generar conocimientos ejemplares; no es importante la incorporación de conceptos sino poder recrearlos y aplicarlos a situaciones nuevas.
En el contexto de la formación política, la Enseñanza orientada a la acción tiene una importancia particular porque se pretende que lo aprendido en el contexto escolar sea puesto en práctica por los ciudadanos en acciones presentes o en la disposición a actuar en situaciones futuras.

## La enseñanza orientada a la acción en la práctica
La clásica actitud del docente que “enseña” mientras los alumnos “prestan atención” y “copian” lo que dice o escribe el o la docente en la pizarra no necesariamente conduce automáticamente a una situación de aprendizaje, independientemente de cuan disciplinado sea el grupo. De ahí que la didáctica postule actualmente que los alumnos no son objeto de la instrucción del docente, sino que son aprendices activos, que elaboran para sí y por sí mismos el material que se les provee. Los alumnos entienden los contenidos sobre la base de sus disposiciones para aprender (factores intelectuales y afectivos) y su propio modo de aprender, así como a partir de los conocimientos previos adquiridos a lo largo de su vida. Es en ese contexto que integran las nuevas informaciones y los correspondientes contenidos, y es de ese modo que construyen su conocimiento. Cabe hacer la distinción que ese proceso de construcción nada tiene que ver con una actividad centrada en el docente. Este giro de una simple instrucción hacia una posición constructivista modifica también la función del docente, que se convierte en un “classroom mánager” o facilitador del aprendizaje que ayuda a sus alumnos en el proceso de construir el conocimiento, en tanto que a los alumnos les cabe el rol verdaderamente activo durante la clase. Para hacerle justicia a los diferentes modos de aprender de los alumnos, el o la docente debe recurrir a un abanico de recursos didácticos variados (textos, medios audiovisuales, juego de roles, presentaciones a cargo de los alumnos, etc.) y variar las formas de cooperación en la clase (trabajo individual, en parejas, en grupos).

## Aplicación de la enseñanza orientada a la acción
En la actualidad (2012), en la mayoría de los seminarios de formación docente de la República Federal Alemana el objetivo es que los practicantes empleen en sus clases la enseñanza orientada a la acción y la conjuguen con las competencias enunciadas en el currículo de cada uno de los Estados federados.

## Relación con Flipped Learning
La enseñanza orientada a la acción no se trata de un modelo, sino simplemente de un concepto didáctico que presupone específicamente la actividad del alumno. El proceso de enseñanza-aprendizaje es acordado entre el docente y el alumno siendo este un equilibrio entre “la cabeza, el corazón y la mano”. Este concepto se puede entender de distintas formas:
-         Aprendizaje experiencial: en este tipo de aprendizaje ha profundizado mucho el Dr. Jackie Gerstein desarrollando un modelo visual que sintetiza los beneficios del aprendizaje experimental como parte de un modelo aula invertida centrado en el entorno de la educación superior.   
-         Aprendizaje basado en la investigación: Shelley Wright expresa en su artículo “The Flip: ¿por qué me encanta? ¿Cómo lo uso?” que el aula invertida debe de incluir un ciclo completo de aprendizaje en el que primero se discutan nuevas ideas en el aula y posteriormente los estudiantes trabajen con un contenido digital relacionado. 
-         Aprendizaje basado en proyectos: en este aprendizaje y en la de aprendizaje basado en proyectos de Edutopía, Sal Khan hace hincapié en la aplicación práctica de los contenidos académicos para reforzar las actividades y orientar de forma adecuada a los alumnos a lo largo del ciclo de aprendizaje. 
-         Aprendizaje basado en problemas: el profesor Mike King explica cómo el “Aprendizaje Basado en Problemas en un modelo Flipped Classroom se centra en la presentación de un problema, no simplemente en las lecturas, tareas o ejercicios. Ya que “la obtención de contenido” no está en el centro de aprendizaje, el aula se convierte en un centro activo para el descubrimiento utilizando el contenido como un apoyo para resolver un problema. “.
-         Constructivismo: el profesor Mark Isero relaciona el constructivismo entendido como el aprendizaje basado en la participación activa del estudiante, su capacidad de superar los problemas y pensamiento crítico, con aula invertida con la idea de construir conocimientos todos juntos en el aula en vez de que los alumnos lo hagan de forma individual en sus casas.